# Szkoła Uzbrojenia
Szkoła Uzbrojenia - szkoła Wojska Polskiego kształcąca personel służby uzbrojenia.

## Historia szkoły
Centralna Szkoła Zbrojmistrzów mieściła się w garnizonie Warszawa. Razem z Centralną Szkołą Gazową została zakwalifikowana jako centralny zakład służby uzbrojenia typu III. Komendant szkoły, w stosunku do podległego personelu i słuchaczy (frekwentantów) posiadał uprawnienia dyscyplinarne dowódcy batalionu. Szkoła szkoliła zbrojmistrzów w systemie kursowym w czterech specjalnościach: rusznikarskim, puszkarskim, pirotechnicznym i składmistrzów.
Zgodnie z planem mobilizacyjnym „W” Szkoła Uzbrojenia w Warszawie była jednostką, która w przypadku mobilizacji pozostawała na etacie pokojowym. W czasie wojny kadra szkoły należała, pod względem ewidencyjnym i uzupełnień, do Ośrodka Zapasowego Służby Uzbrojenia w Pomiechówku. Zaopatrywanie szkoły w czasie wojny należało do organów kwatermistrzowskich Okręgu Korpusu Nr I.

## Kultywowanie tradycji
Z dniem 11 września 2003 roku Centrum Szkolenia Artylerii i Uzbrojenia im. gen. Józefa Bema w Toruniu przyjęło dziedzictwo tradycji między innymi:
- Centralnej Szkoły Rusznikarskiej (1918-1921),
- Centralnej Szkoły Puszkarskiej (1920-1921),
- Centralnej Szkoły Zbrojmistrzów-Pirotechników (1920-1921),
- Centralnej Szkoły Składmistrzów (1920-1921),
- Centralnej Szkoły Zbrojmistrzów (1921-1939)[3].

## Kadra szkoły
Komendanci
- kpt. / mjr Bolesław Miś (1919 – 1921)
- ppłk / płk uzbr. Kazimierz Podwysocki (1923 - 14 II 1929 → dyspozycja szefa Dep. Uzbr. MSWojsk.[4])
- płk uzbr. inż. Aleksander Wieleżyński (6 VII 1929[5] - 26 III 1931 → dyspozycja szefa Dep. Uzbr. MSWojsk.[6])
- płk uzbr. Mikołaj Gomólicki (26 III 1931 - 31 III 1933 → stan spoczynku)
- ppłk / płk uzbr. Karol Błaszkowicz (31 III 1933[7] – 31 VIII 1939)
- płk uzbr. st. sp. Tadeusz Lachowicki-Czechowicz (IX 1939)

Oficerowie
- mjr / ppłk uzbr. Adolf Jan Łazor – dyrektor nauk (6 VII 1929 - 1939)
- kpt. uzbr. Benedykt Holzer - wykładowca (od 6 VII 1929[8])

Kadra szkoły w latach 1923-1924
- ppłk uzbr. Kazimierz Podwysocki - komendant
- mjr Tadeusz Paweł Narbutt - wykładowca († 1940 Katyń)
- mjr Mikołaj Osiński - wykładowca i kwatermistrz (do X 1931[9])
- kpt. Piotr Sapiecha - wykładowca
- kpt. Karol Ławacz - wykładowca
- por./kpt. Stefan Orlewicz - wykładowca
- por. Walery Bagiński - wykładowca (do 1923)
- por. Mikołaj Tarnowski - wykładowca (od 1924)
- por. Władysław Witold Godlewski - wykładowca († 1940 Charków)
- por. Henryk Pasternak - wykładowca (od 1924)
- por. Wincenty Komorowski - wykładowca (od 1924)
- por. Wincenty Stanisław Szlagiewicz - oficer ordynansowy

Obsada personalna szkoły w marcu 1939
- komendant - płk uzbr. Karol Błaszkowicz
- I zastępca komendanta - mjr inż. Marian Szczepan Mikołajski
- adiutant - por. uzbr. Rudolf Więckowski †1940 Katyń
- zastępca komendanta ds gospodarczych - mjr Józef Drzewiecki †1940 Charków
- oficer żywnościowy - por. adm. (piech.) Marian Ludwik Buszek
- oficer gospodarczy - kpt. int. Antoni II Wróblewski †1940 Katyń
- dowódca kompanii szkolnej pirotechników i wykładowca - mjr uzbr. inż. Józef Ciosański †1940 Katyń
- instruktor kompanii i wykładowca – kpt. uzbr. Zygmunt Skibiński †1940 Charków[11]
- kierownik laboratorium pirotechnicznego – kpt. uzbr. Jan Romuald Ruśkiewicz
- kierownik warsztatu rozbrajania amunicji – kpt. uzbr. Jan Tymoteusz Weiss
- dowódca kompanii szkolnej sprzętu przeciwgazowego i wykładowca - mjr uzbr. Julian Szutkowski †1940 Charków[12]
- instruktor kompanii i wykładowca – kpt. uzbr. Kazimierz Wójcikowski
- kierownik warsztatu sprzętu pgaz – kpt. uzbr. Wacław Józef Szczurek
- dowódca kompanii szkolnej puszkarzy i wykładowca – kpt. uzbr. Tadeusz Kujawa
- instruktor kompanii i wykładowca – kpt. uzbr. Henryk Kalinowski  †1940 Katyń
- instruktor kompanii i wykładowca – kpt. uzbr. Władysław Kruk †1940 Charków[13]
- instruktor kompanii i wykładowca – por. uzbr. Zbigniew Ludwik Sowiński
- kierownik warsztatu puszkarskiego – kpt. uzbr. Jan Papierski
- dowódca kompanii szkolnej rusznikarzy – kpt. uzbr. Wacław Michał Orzechowski
- wykładowca – kpt. uzbr. Władysław Romańczyk
- instruktor kompanii i wykładowca – kpt. uzbr. Władysław V Nowakowski
- instruktor kompanii i wykładowca – por. uzbr. Władysław Bohdanowicz
- instruktor kompanii i wykładowca – por. uzbr. Władysław Bukowski
- kierownik warsztatu rusznikarskiego – kpt. uzbr. Eugeniusz Mikołaj Burakowski